# Mangaļsala
Mangaļsala est un voisinage du district du Nord  à Riga en Lettonie.

## Géographie
Le quartier de Mangaļsalas est situé dans la partie nord de Riga, entre l'embouchure du fleuve Daugava, le golfe de Riga et Vecdaugava. 
Par voie terrestre, il voisine le quartier de Vecāķi.
Par voie fluviale, il borde les quartiers de Vecdaugava, Vecmīlgrāvis et Daugavgrīva. 
Les limites du quartier Mangaļsala sont Daugava, Audupe, Vecdaugava, la ligne de Vecdaugava au golfe de Riga, le golfe de Riga. 
La superficie totale du quartier de Mangalsala est de 8,036 km2, soit près de 60% de plus que la superficie moyenne des quartiers de Riga. 
La longueur du périmètre du quartier est de 12 390 mètres. 
Une partie du parc naturel Piejūra (lv) est située dans le quartier.

## Transports
- Bus: 	 24